# Afranthidium
Afranthidium är ett släkte av bin. Afranthidium ingår i familjen buksamlarbin.

## Dottertaxa tillAfranthidium, i alfabetisk ordning[1]
- Afranthidium abdominale
- Afranthidium ablusum
- Afranthidium alaemon
- Afranthidium alternans
- Afranthidium amoenum
- Afranthidium angulatellum
- Afranthidium angulatum
- Afranthidium biangulatum
- Afranthidium biserratum
- Afranthidium bispinosum
- Afranthidium braunsi
- Afranthidium capicola
- Afranthidium carduele
- Afranthidium concolor
- Afranthidium controversum
- Afranthidium folliculosum
- Afranthidium guillarmodi
- Afranthidium hamaticauda
- Afranthidium haplogastrum
- Afranthidium herbsti
- Afranthidium honestum
- Afranthidium hoplogastrum
- Afranthidium hypocapicola
- Afranthidium immaculatum
- Afranthidium jocosum
- Afranthidium junodi
- Afranthidium karooense
- Afranthidium lebanense
- Afranthidium malacopygum
- Afranthidium matjesfonteinense
- Afranthidium melanopoda
- Afranthidium micrurum
- Afranthidium minutulum
- Afranthidium mlanjense
- Afranthidium murinum
- Afranthidium nigritarse
- Afranthidium nigronitens
- Afranthidium nitidorubrum
- Afranthidium odonturum
- Afranthidium pentagonum
- Afranthidium piliventre
- Afranthidium poecilodontum
- Afranthidium polyacanthum
- Afranthidium pusillum
- Afranthidium reicherti
- Afranthidium repetitum
- Afranthidium rubellulum
- Afranthidium rubellum
- Afranthidium rubiculum
- Afranthidium sakaniense
- Afranthidium schulthessii
- Afranthidium silverlocki
- Afranthidium sjoestedti
- Afranthidium tanganyicola
- Afranthidium tergoangulatum
- Afranthidium tergofasciatum
- Afranthidium villosomarginatum